# 南大街街道 (张家口市)
南大街街道，是中华人民共和国河北省张家口宣化区下辖的一个乡镇级行政单位。

## 行政区划
南大街街道下辖以下地区：
西马道社区、西草市社区、东马道社区、吕祖庙社区、玉皇庙社区和万字会社区。